# ソルジャー・ゴールド
『ソルジャー・ゴールド』（原題: Pentathlon）は、1994年制作のアメリカ合衆国のアクション映画。ドルフ・ラングレン主演兼・製作総指揮。ブルース・マルムースの最後の監督作品。

## あらすじ
1988年、ソウルオリンピックにペンタスロンの東ドイツ代表選手として出場したエリック・ブロガーは金メダルを獲得した直後、アメリカへ亡命した。しかしその際、同行していたシュタージの監視員に撃たれた傷がもとで選手生命を断たれてしまった。
亡命後、エリックはすさんだ生活を送っていたが、そんな彼をハンバーガー店の主人であるクリースがアルバイトで雇い入れ、なおかつ激励した。そのおかげでエリックは少しずつ立ち直っていく。
時が流れて8年後、かつてエリックのコーチをしていたミューラーが密かに渡米した。東西ドイツ統一後、ネオナチのリーダーになっていたミューラーはドイツでエリックの父を殺し、さらに、自分を裏切って亡命したエリックに復讐を果たそうとしていた。
そしてエリックが復帰する大会の当日、2人は因縁の対決を果たす事になる。

## キャスト
| 役名                     | 俳優                     | 日本語吹替 | 日本語吹替   |
| 役名                     | 俳優                     | VHS版      | DVD版        |
| ------------------------ | ------------------------ | ---------- | ------------ |
| エリック・ブロガー       | ドルフ・ラングレン       | 大塚明夫   | 西垣俊作     |
| ハインリッヒ・ミューラー | デヴィッド・ソウル       | 納谷六朗   | 福里達典     |
| ジュリア・デイビス       | レネー・コールマン       | 冨永みーな | 久保井美沙希 |
| ジョン・クリース         | ロジャー・E・モーズリー  | 田中信夫   | 菊池康弘     |
| オッファーマン           | エヴァン・ジェームズ     |            | 西田峻輔     |
| フント                   | デヴィッド・ドラモンド   |            | 御子神孝次   |
| ユルゲン・ラインハルト   | ダニエル・リオーダン     | 星野充昭   | 小倉直寛     |
| ヴィック                 | フィリップ・ブランズ     | 塚田正昭   |              |
| クリスチャン             | ジェラルド・ホプキンス   |            | 中原勘       |
| ルドルフ・ブロガー       | エリック・ホランド       |            | 真田雅隆     |
| マイク・ボディーン       | ロブ・スタル             |            | 木倉康孝     |
| オットー                 | バディ・ジョー・フッカー |            | 木村剛士     |
| シーラ                   | ミシェル・ハレル         |            | 友住吉良     |

・VHS版：日本ビクターから発売のVHSに収録

・DVD版：オルスタックソフトから発売のHDリマスター版DVDに収録